# 谷中虛
谷中虛（1525年—1585年），字子聲，號近滄、岱宗，山東濟南府武定州海豐縣人，民籍，明朝政治人物。

## 生平
嘉靖二十二年（1543年）癸卯科山東鄉試第十六名，嘉靖二十三年（1544年）甲辰科会试第七十二名，三甲七十六名進士，次年任直隸高陽縣知縣。擢山海关兵部分司主事，升車駕司員外郎、郎中。出爲山西副使，備兵潞安。迁浙江左参政，四十一年二月升浙江按察使，轉湖广右布政使，四十二年十月升都察院右佥都御史、巡抚四川，讨平龙川土司薛兆乾。四十三年十月以原职巡抚湖广。四十五年正月升都察院右副都御史、巡抚陕西，未任，三月丁父忧归。
隆庆二年（1568年）七月，起任浙江巡抚。因抵御倭寇有功，隆庆四年（1570年）二月升兵部右侍郎。俺答封貢，五年二月升左侍郎，代行尚書職。隆庆六年（1572年）正月被罢官回籍。萬曆十三年（1585年）卒於家，年六十一。

## 家族
曾祖谷文友；祖父谷強；父谷通（1491年-1566年），字天衢，號義叟，封承德郎兵部职方司主事。前母唐氏、劉氏；母門氏。具庆下。兄谷中悦，七品散官；弟谷中含（谷中涵），七品散官。